# 表面皿

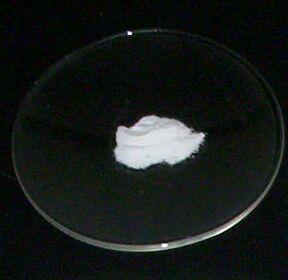
錶面皿中的氟化铯

錶面皿（英語：Watch glass）是實驗室常用的一種玻璃器皿，外形是一片微凹陷的圓玻璃片。通常用途為放置需觀察的化學藥品，但也可覆蓋在燒杯上，一定程度上減緩內容物蒸發和防止灰塵進入（但不造成密封）。
錶面皿是因为形似怀表的玻璃而得名。英语有时会称大号的錶面皿为钟面皿（clock glass）。